# 데라루

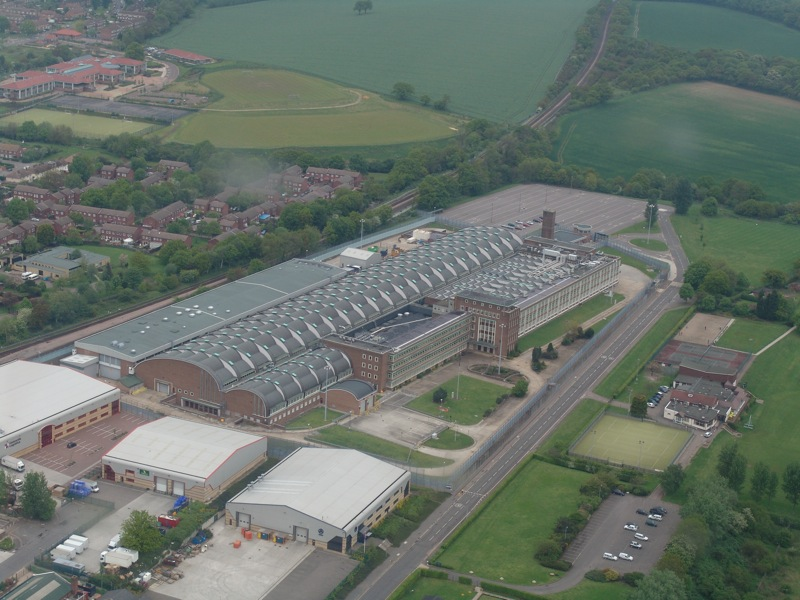
잉글랜드 은행 인쇄 시설

데라루(De La Rue)는 잉글랜드 베이싱스토크에 본사를 둔 영국의 기업으로, 중앙은행과 화폐발행기관을 위한 지폐, 보안 폴리머 소재와 지폐 보안 기능(보안 홀로그램, 보안 스레드, 보안 인쇄 제품)의 설계과 생산을 맡고있다. 런던 증권거래소에 상장되어 있다.
1821년, 런던에서 설립되었다.

## 운영

### 지폐
69개국 이상의 통화의 높은 수준의 보안 종이 및 인쇄 기술을 판매한다.

### 보안 인쇄 및 제지
다양한 안전 문서를 생산하며 다음을 포함한다:
- 자기앞 수표
- 자동차 운전면허
- 인지 (세금)
- 음식 바우처